# Margareta af Leuven
Margareta af Leuven ("Marguerite la Fière"; 1207 – 1225) var en belgisk jomfru, kro-servitrice, som led martyrdøden og blev ophøjet som helgen af Pave Piusi 1905. Hendes mindesdag er den 2. september.
Margareta blev født, levede og døde i den belgiske by Leuven. Som teenager blev Margareta ansat som servitrice ved slægtning Auberts kro. I 1225 besluttede Aubert og hans kone sig for at sælge kroen for at indtræde i en religiøs orden. Under deres sidste nat i kroen brød nogle røvere ind i huset og afkrævede dem deres alle deres penge. Da parret værgede sig ved dette, blev de myrdet. Netop som røveren skulle til at begive sig af sted, opdagede de Margareta. Hun indså, hvad der var hændt, og gerningsmændene førte hende til en øde plads ved floden Dijle i nærheden for der også at myrde hende. En af røverne tilbød hende at slippe bort, hvis hun lovede at tie om mordet på værtshusparret. Margareta værgede sig for at samarbejde og fik da halsen skåret over; hendes krop kastede de derpå i floden.
Ifølge legenden ledte overnaturligt lys og lyden af englesang til, at Margaretas krop blev fundet. Præsterne i Sint-Pieterskerk i Leuven lod hende krop begrave. Ved hendes grav indtraf efterfølgende en række mirakler.